# Tupá
Tupá este o comună slovacă, aflată în districtul Levice din regiunea Nitra. Localitatea se află la altitudinea de 130 m deasupra n.m., se întinde pe o suprafață de 9,29 km2 și în 2017 număra 594 de locuitori.

## Istoric
Localitatea Tupá este atestată documentar din 1332.

## Demografie
| An:                | 1994 | 2004   | 2014   | 2024   |
| ------------------ | ---- | ------ | ------ | ------ |
| Număr de persoane: | 643  | 620    | 599    | 554    |
| Diferență:         |      | −3,57% | −3,38% | −7,51% |

| An:                | 2023 | 2024   |
| ------------------ | ---- | ------ |
| Număr de persoane: | 565  | 554    |
| Diferență:         |      | −1,94% |